# 渤海古城遗址
渤海古城遗址，位于中国吉林省靖宇榆树川乡榆树川村，为一个省级文物保护单位，类型为古遗址，公布时间为2007年5月31日。该文物保护单位由靖宇县文管所管理。
渤海古城遗址的历史年代为唐代。